# Epsilon subfistulosus
Epsilon subfistulosus är en stekelart som först beskrevs av Wickwar 1908.  Epsilon subfistulosus ingår i släktet Epsilon och familjen Eumenidae. Inga underarter finns listade i Catalogue of Life.